# Edgar Norris
Edgar Norris, né le 23 décembre 1902 à Ottawa et mort le 20 avril 1982, est un rameur d'aviron canadien.

## Palmarès

### Jeux olympiques
- Amsterdam 1928
  -  Médaille de bronze en huit[1].